# رافاييل سوزوكي
رافاييل سوزوكي (بالبرتغالية: Rafael Suzuki‏) هو سائق سباق برازيلي، ولد في 13 أغسطس 1987 في ساو باولو في البرازيل.

## وصلات خارجية
- الموقع الرسمي
- رافاييل سوزوكي على موقع DriverDB.com (الإنجليزية)